# Carsten Niebuhr
Pour les articles homonymes, voir Niebuhr.
Carsten Niebuhr, né à Lüdingsworth, Cuxhaven le 17 mars 1733 et mort à Meldorf (Duché de Holstein) le 26 avril 1815, est un explorateur et géographe qui consacra sa carrière au service du Danemark. Il est un élève de Tobias Mayer.

## Biographie
Fils de fermier et peu éduqué, il est paysan pendant plusieurs années. Il s'intéresse cependant aux mathématiques et parvient à suivre des cours pour devenir géomètre-expert. En 1760, un de ses maîtres lui propose de se joindre à l’équipe d’exploration scientifique que le roi Frédéric V de Danemark se prépare à envoyer en Égypte, en Arabie et en Syrie.

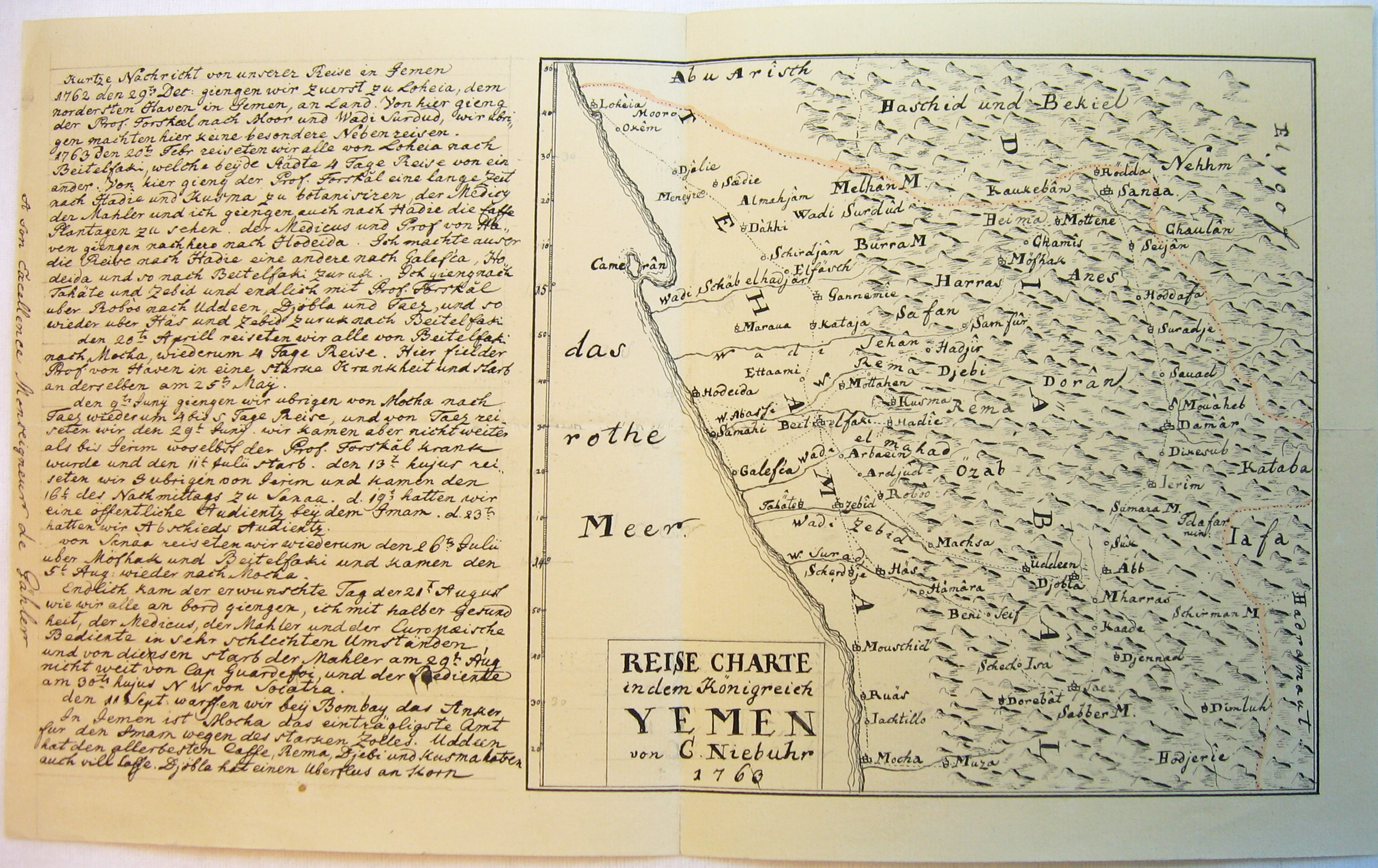
Carte du Yemen par C. Niebuhr

Afin de se qualifier pour ce travail, il étudie assidûment pendant les dix-huit mois qui précèdent le départ de l’expédition les mathématiques, la cartographie et l'astronomie avec Tobias Mayer (1723-1762), un des plus grands astronomes du XVIIIe siècle, auteur de la méthode de détermination de la longitude par la distance à la lune. Les observations de Niebuhr durant l'expédition en Arabie prouvent que l'utilisation de cette méthode par les marins est à la fois précise et pratique.
Pendant cette période de préparation, Niebuhr réussit aussi à acquérir quelques rudiments d'arabe. L’expédition prend la mer le 4 janvier 1761 et, arrivée à Alexandrie le 26 septembre au soir, voyage dans la région du delta du Nil pendant un an. Ensuite, l'expédition va à Suez en septembre 1762. De là, Niebuhr va au Mont Sinaï et, en octobre 1762, l’expédition quitte Suez pour Djeddah. Arrivés dans la ville portuaire de l'actuel Arabie Saoudite à l'automne 1762, les cinq scientifiques voguent ensuite vers Al Luḩayyah et continuent leur expédition sur dos d'âne ou de dromadaire dans le Tihāmah, région montagneuse du sud-ouest du Yémen. Sur la route de Mocha à Ta'izz, meurent d'épuisement et de maladie Friedrich Christian von Haven (1728-1763), philologue orientaliste et théologien danois, puis, peu après, le naturaliste suédois Pehr Forsskål (1732-1763). Les survivants visitent ensuite Sanaa en juillet 1763, mais souffrent tant du climat et du mode de vie qu’ils retournent à Mocha le 5 août.
Niebuhr retrouve la santé en adoptant les habitudes vestimentaires et alimentaires locales, explique t-il dans sa Description de l'Arabie : 
"Moi-même, voulant du temps de mes compagnons, vivre comme eux, à la manière d’Europe, j’essuyai plusieurs grandes maladies ; mais ensuite, comme je n’étais environné que d’Orientaux et j’appris comment on devait s’y conduire, je voyageai en Perse et depuis de Basra par terre jusques à Copenhague en bonne santé, et sans rencontrer beaucoup de difficultés de la part des habitants de ces pays". (Carsten Niebuhr, Description de l'Arabie, p. VIII-IX).
De Mocha, l'expédition quitte la péninsule Arabique le 23 août 1763 pour gagner Bombay. Le dessinateur allemand Georg Wilhelm Baurenfeind (1728-1763) meurt pendant la traversée, et le médecin Christian Carl Kramer (1732-1764) peu après à Bombay. Niebuhr, devenu le seul survivant de l’expédition, demeure 14 mois à Bombay, puis rentre au Danemark en passant par Mascate, Bushehr, Chiraz et Persépolis, visitant les ruines de Babylone et se rendant ensuite à Bagdad, Mossoul et Alep. Après un détour par Chypre, il visite la Palestine, traversa les Monts Taurus pour se rendre à Bursa, atteint Constantinople en février 1767 et Copenhague dix mois plus tard.
De cette expédition danoise, Carsten Niebuhr laisse deux sources : son récit de voyage intitulé Voyage en Arabie traduit en français et édité en 1774, ainsi que sa Description de l'Arabie traduite et publié en 1772.
Il se marie en 1773. Il occupe pendant quelques années un poste dans l'administration militaire danoise, qui lui permet de vivre à Copenhague. En 1778, cependant, il accepte un poste dans l'administration du Holstein et part vivre à Meldorf, où il meurt en 1815.
Il est élu membre étranger de l'Académie royale des sciences de Suède en 1776, et associé étranger de l'Académie des inscriptions et belles-lettres en 1802.

## Œuvres

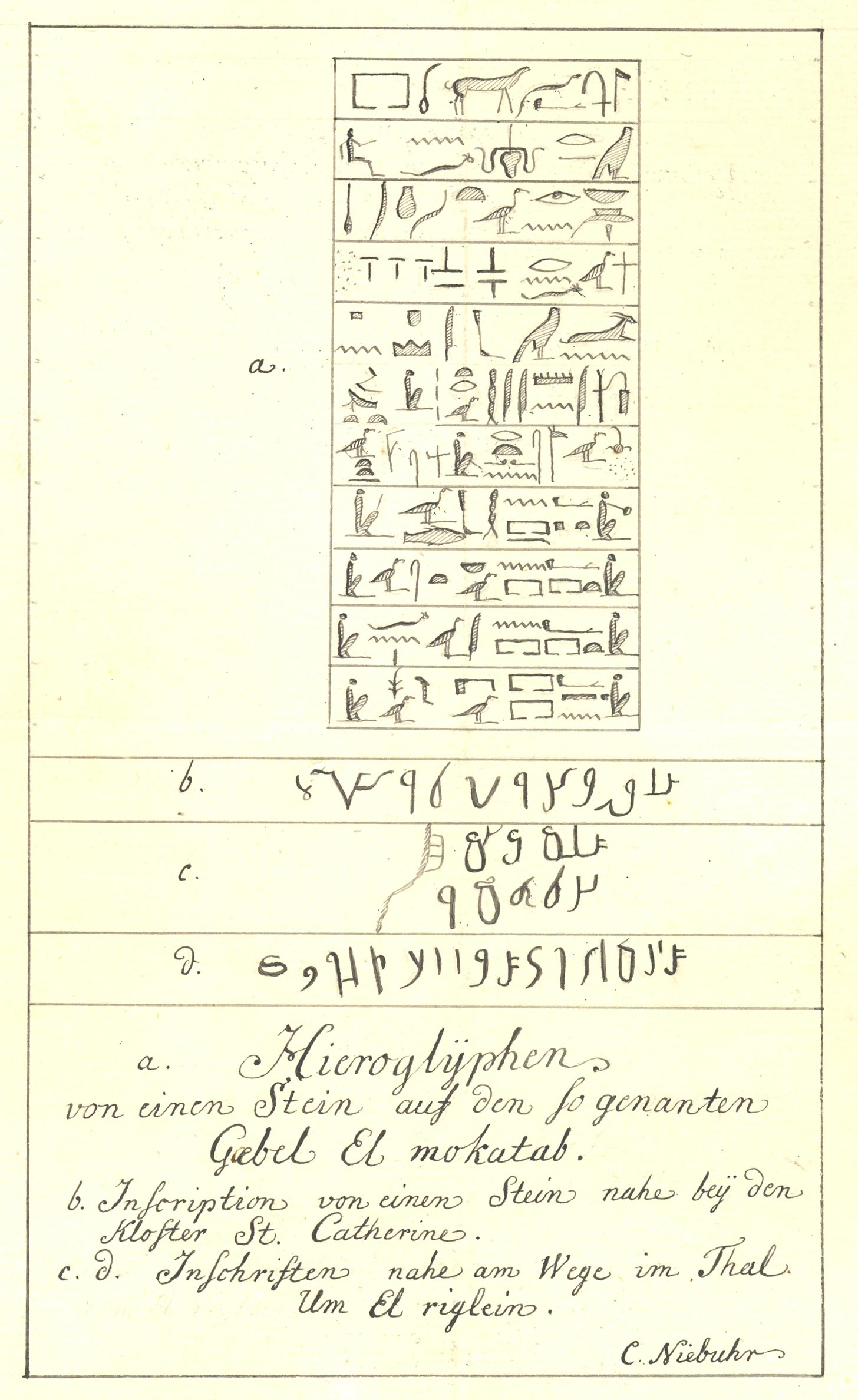
Inscription en hiéroglyphes dessinée par C. Niebuhr

Niebuhr est un observateur précis et attentionné. Doué de l'instinct du savant et d'une grande probité morale, il enregistre les résultats de ses observations avec une conscience rigoureuse et un grand désir de représenter la réalité. Les copies qu'il fait à Persépolis de l'écriture cunéiforme, par exemple, sont si précises qu'elles sont utilisées par la suite pour la déchiffrer.
Ses œuvres ont longtemps été des classiques de la géographie, de l'ethnologie et de l'archéologie de la plupart des lieux qu'il parcourt en Arabie.
- Le premier volume, Beschreibung von Arabien[2], est publié à Copenhague en 1772, le gouvernement danois ayant financé les abondantes illustrations.
- En 1774 et 1778 suivent deux autres volumes, Reisebeschreibung von Arabien und anderen umliegenden Ländern[3].
- En 1837, longtemps après sa mort, le quatrième volume est publié par sa fille.

Il entreprend aussi de publier les travaux de son ami Pehr Forsskål, le naturaliste de l'expédition, sous le titre Descriptiones animalium, Flora Aegyptiaco-Arabica et Icones rerum naturalium (Copenhague, 1775-1776). Il contribue également à la revue du Deutsches Museum, notamment avec des articles sur l'intérieur de l'Afrique et sur la condition politique et militaire de l'Empire ottoman.

### Traductions et biographies
Des traductions françaises et hollandaises de ses récits sont publiées durant sa vie, et une traduction résumée en anglais des trois premiers volumes de ses œuvres est publiée à Edimbourg en 1792. Son fils Barthold publie à Kiel en 1817 un court récit de sa vie, traduit en anglais en 1838.
En 2012, les éditions de l'Aire (Suisse) publient une traduction en français moderne de son œuvre : Voyages en Arabie heureuse et autres pays de l'Orient.
L'écrivain danois Thorkild Hansen publie en 1962 un récit romancé du voyage de l'expédition, traduit en français en 1981 sous le titre La mort en Arabie.Une expédition danoise, 1761-1767  et réédité en 1994 et 2002 par Actes Sud.